# Saint-Cyr-du-Gault
 Saint-Cyr-du-Gault  es una población y comuna francesa, en la región de Centro, departamento de Loir y Cher, en el distrito de Blois y cantón de Herbault.

## Demografía
| 341 | 314 | 275 | 247 | 208 | 195 |
| Para los censos de 1962 a 1999 la población legal corresponde a la población sin duplicidades (Fuente: INSEE [Consultar]) |     |     |     |     |     |